# Nefoanalisi
La nefoanalisi è l'analisi dei tipi e della quantità di nubi e di precipitazioni, spesso espressa tramite una rappresentazione grafica. Tale rappresentazione grafica, di solito una mappa delle nubi, può assumere il nome di nefoanalisi essa stessa.